# Meyssac
Pour les articles homonymes, voir Messac.
Meyssac est une commune française située dans le département de la Corrèze en région Nouvelle-Aquitaine.
Ses habitants sont appelés Meyssacois et Meyssacoises.

## Géographie
Meyssac se trouve à l’extrême sud de la Corrèze, à 20 km de Brive-la-Gaillarde. Quelques trésors d’architecture sont réunis autour de son église, ainsi que le long de ses ruelles bordées de belles maisons de grès rouge, aux façades parfois animées de treilles. La terre rouge, dite « terre de Collonges », se prête au travail de la poterie.

### Communes limitrophes

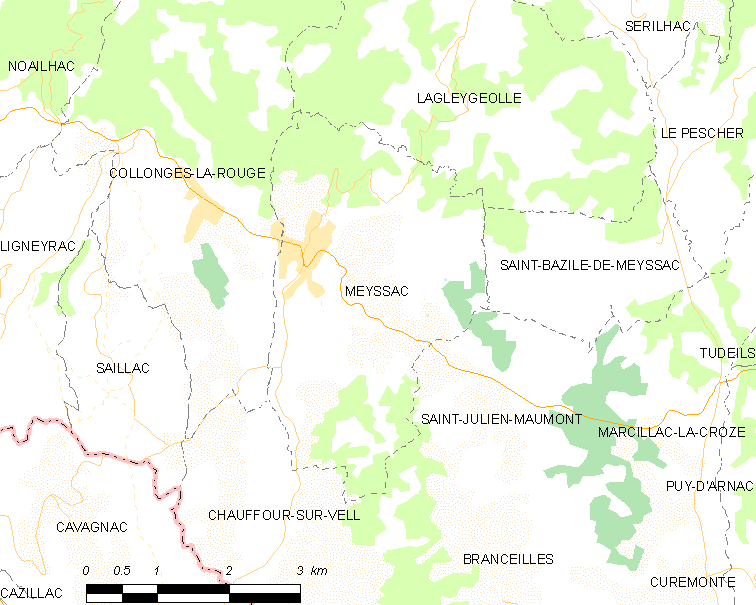
Carte de la commune.

Les communes limitrophes sont  Chauffour-sur-Vell, Collonges-la-Rouge, Lagleygeolle, Saint-Bazile-de-Meyssac et Saint-Julien-Maumont.

### Climat
Pour des articles plus généraux, voir Climat de la Nouvelle-Aquitaine et Climat de la Corrèze.
Historiquement, la commune est dans une zone de transition entre les climats océaniques aquitain et montagnard.  
En 2020, Météo-France publie une typologie des climats de la France métropolitaine dans laquelle la commune est dans une zone de transition entre le climat océanique altéré et le climat de montagne et est dans la région climatique  Ouest et nord-ouest du Massif Central, caractérisée par une pluviométrie annuelle de 900 à 1 500 mm, maximale en automne et en hiver.
Pour la période 1971-2000, la température annuelle moyenne est de 12,7 °C, avec  une amplitude thermique annuelle de 16 °C. Le cumul annuel moyen de précipitations est de 1 012 mm, avec 12,9 jours de précipitations en janvier et 7,1 jours en juillet. Pour la période 1991-2020, la température moyenne annuelle observée sur la station météorologique la plus proche, située sur la commune de Nespouls à 14 km à vol d'oiseau, est de 12,6 °C et le cumul annuel moyen de précipitations est de 836,4 mm,. Pour l'avenir, les paramètres climatiques de la commune estimés pour 2050 selon différents scénarios d’émission de gaz à effet de serre sont consultables sur un site dédié publié par Météo-France en novembre 2022.

## Urbanisme

### Typologie
Au 1er janvier 2024, Meyssac est catégorisée bourg rural, selon la nouvelle grille communale de densité à 7 niveaux définie par l'Insee en 2022.
Elle est située hors unité urbaine. Par ailleurs la commune fait partie de l'aire d'attraction de Brive-la-Gaillarde, dont elle est une commune de la couronne,. Cette aire, qui regroupe 80 communes, est catégorisée dans les aires de 50 000 à moins de 200 000 habitants,.

### Occupation des sols
L'occupation des sols de la commune, telle qu'elle ressort de la base de données européenne d’occupation biophysique des sols Corine Land Cover (CLC), est marquée par l'importance des territoires agricoles (63,3 % en 2018), en diminution par rapport à 1990 (68,3 %). La répartition détaillée en 2018 est la suivante : 
zones agricoles hétérogènes (29,5 %), forêts (27,2 %), prairies (26 %), zones urbanisées (9,5 %), cultures permanentes (7,8 %).
L'évolution de l’occupation des sols de la commune et de ses infrastructures peut être observée sur les différentes représentations cartographiques du territoire : la carte de Cassini (XVIIIe siècle), la carte d'état-major (1820-1866) et les cartes ou photos aériennes de l'IGN pour la période actuelle (1950 à aujourd'hui).

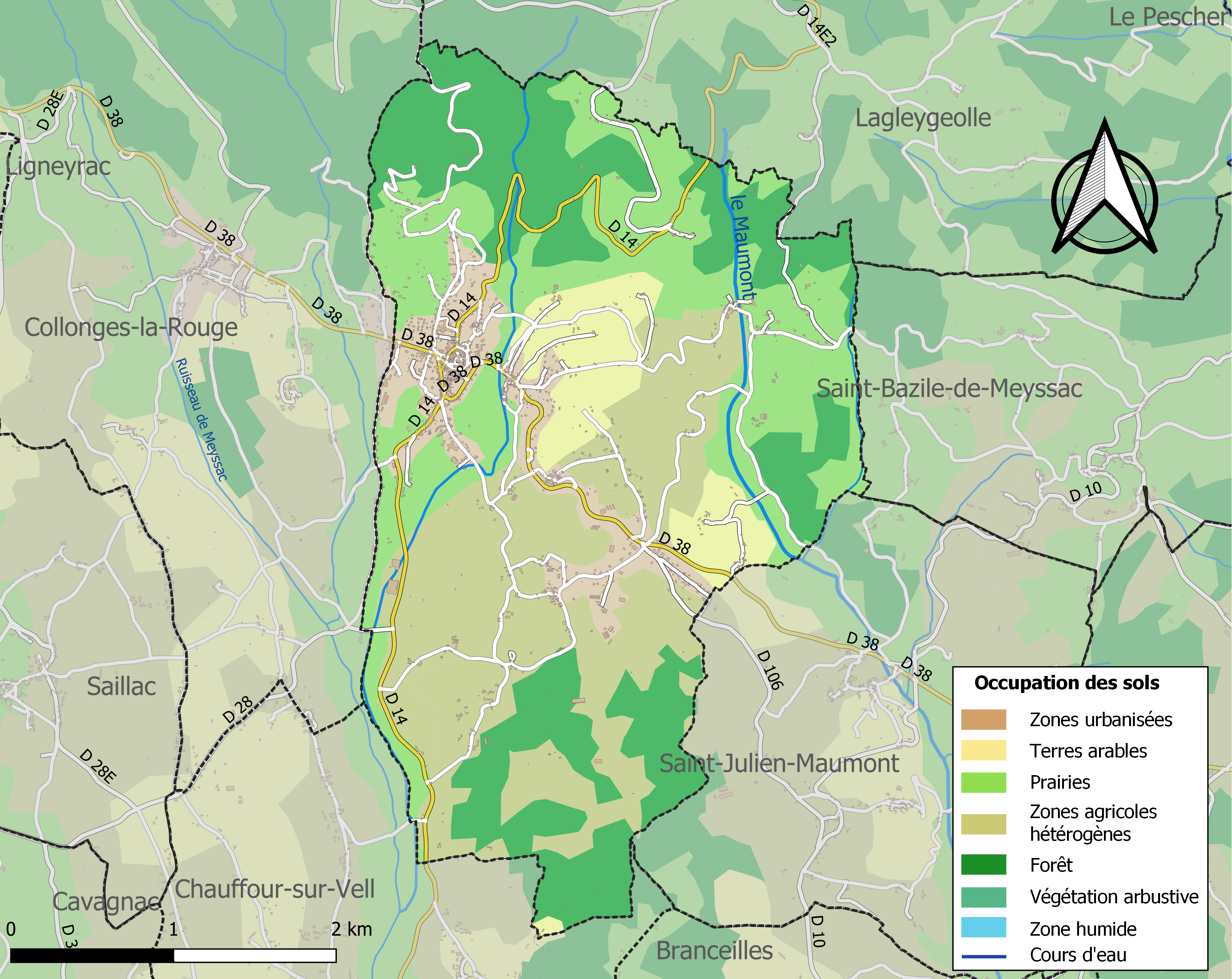
Carte des infrastructures et de l'occupation des sols de la commune en 2018 (CLC).

### Transport routier
- Réseau Réseau interurbain de la Corrèze

### Risques majeurs
Le territoire de la commune de Meyssac est vulnérable à différents aléas naturels : météorologiques (tempête, orage, neige, grand froid, canicule ou sécheresse), inondations, feux de forêts, mouvements de terrains et séisme (sismicité très faible). Il est également exposé à un risque technologique, la rupture d'un barrage, et à un risque particulier : le risque de radon. Un site publié par le BRGM permet d'évaluer simplement et rapidement les risques d'un bien localisé soit par son adresse soit par le numéro de sa parcelle.

#### Risques naturels
Certaines parties du territoire communal sont susceptibles d’être affectées par le risque d’inondation par débordement de cours d'eau, notamment le Maumont. La commune a été reconnue en état de catastrophe naturelle au titre des dommages causés par les inondations et coulées de boue survenues en 1982, 1992, 1999 et 2001,. 

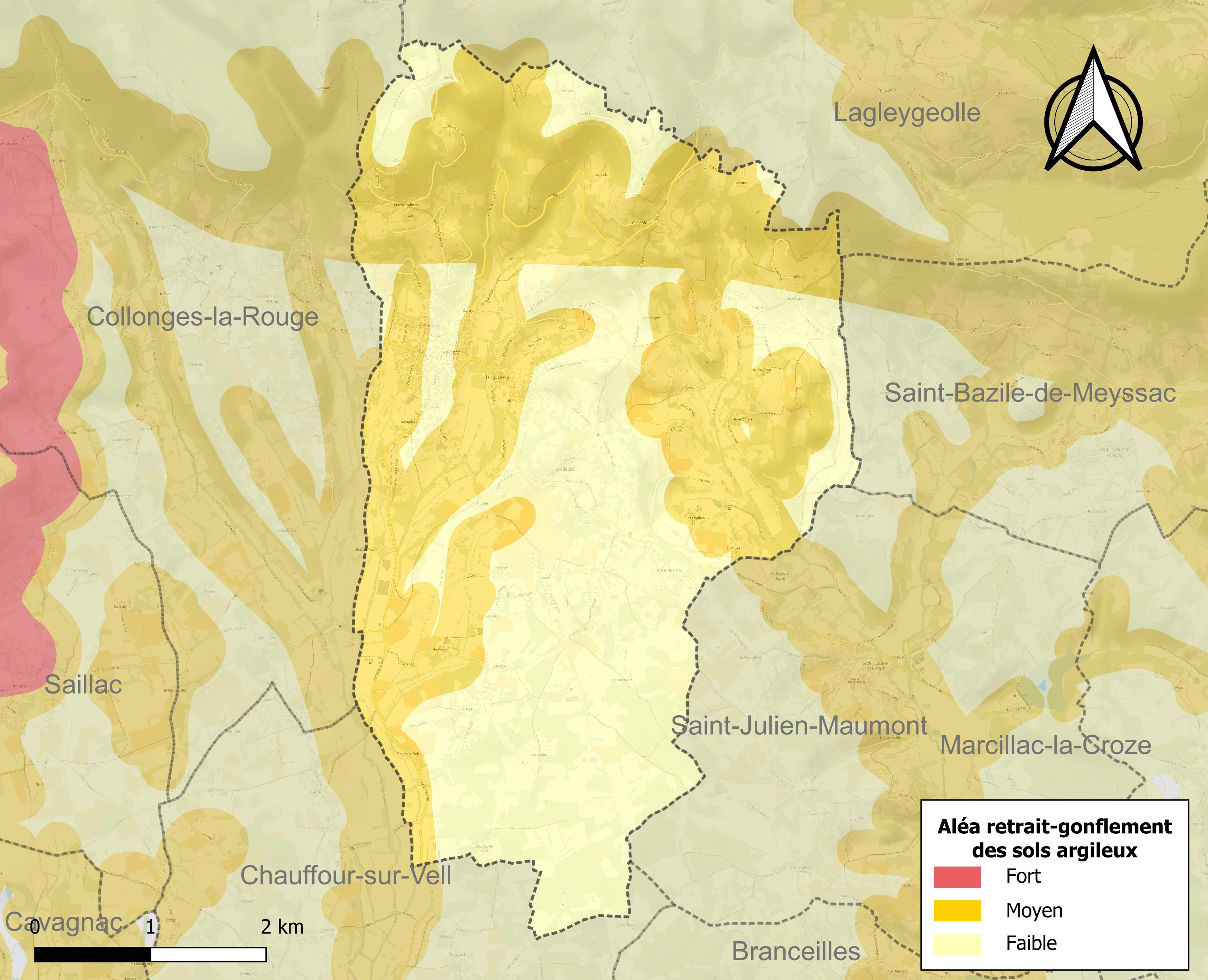
Carte des zones d'aléa retrait-gonflement des sols argileux de Meyssac.

La commune est vulnérable au risque de mouvements de terrains constitué principalement du retrait-gonflement des sols argileux. Cet aléa est susceptible d'engendrer des dommages importants aux bâtiments en cas d’alternance de périodes de sécheresse et de pluie. 52,6 % de la superficie communale est en aléa moyen ou fort (26,8 % au niveau départemental et 48,5 % au niveau national). Sur les 669 bâtiments dénombrés sur la commune en 2019,  301 sont en aléa moyen ou fort, soit 45 %, à comparer aux 36 % au niveau départemental et 54 % au niveau national. Une cartographie de l'exposition du territoire national au retrait gonflement des sols argileux est disponible sur le site du BRGM,.
Concernant les feux de forêt, aucun plan de prévention des risques incendie de forêt (PPRIF) n’a été établi en Corrèze, néanmoins le code de l’urbanisme impose la prise en compte des risques dans les documents d’urbanisme. Le périmètre des servitudes d'utilité publique et des zones d'obligation légale de débroussaillement pour les particuliers est quant à lui défini pour la commune dans une carte dédiée. 
Concernant les mouvements de terrains, la commune a été reconnue en état de catastrophe naturelle au titre des dommages causés par la sécheresse en 2019 et 2020, par des mouvements de terrain en 1999 et 2001 et par des glissements de terrain en 1994.

#### Risques technologiques
La commune est en outre située en aval du barrage de Bort-les-Orgues, un ouvrage de classe A disposant d'une retenue de 477 millions de mètres cubes. À ce titre elle est susceptible d’être touchée par l’onde de submersion consécutive à la rupture de cet ouvrage.

#### Risque particulier
Dans plusieurs parties du territoire national, le radon, accumulé dans certains logements ou autres locaux, peut constituer une source significative d’exposition de la population aux rayonnements ionisants. Certaines communes du département sont concernées par le risque radon à un niveau plus ou moins élevé. Selon la classification de 2018, la commune de Meyssac est classée en zone 3, à savoir zone à potentiel radon significatif. 

## Toponymie
Le nom de Meyssac vient sans doute du nom d’un propriétaire terrien gallo-romain. Marcel Villoutreix (Les noms de lieux du Limousin, T. A. L., 2002, p. 46) donne Maniciaco en 941 issu du nom attesté Mancius ; et Mensac, Maensac vers 1315.
La forme Maiçac correspond au nom de la commune en occitan limousin. Comme la totalité des communes (à l'exception de Turenne) du canton historique dont elle était le chef-lieu, Meyssac bénéficie, sur ses panneaux d'entrée, d'un double affichage.

## Histoire

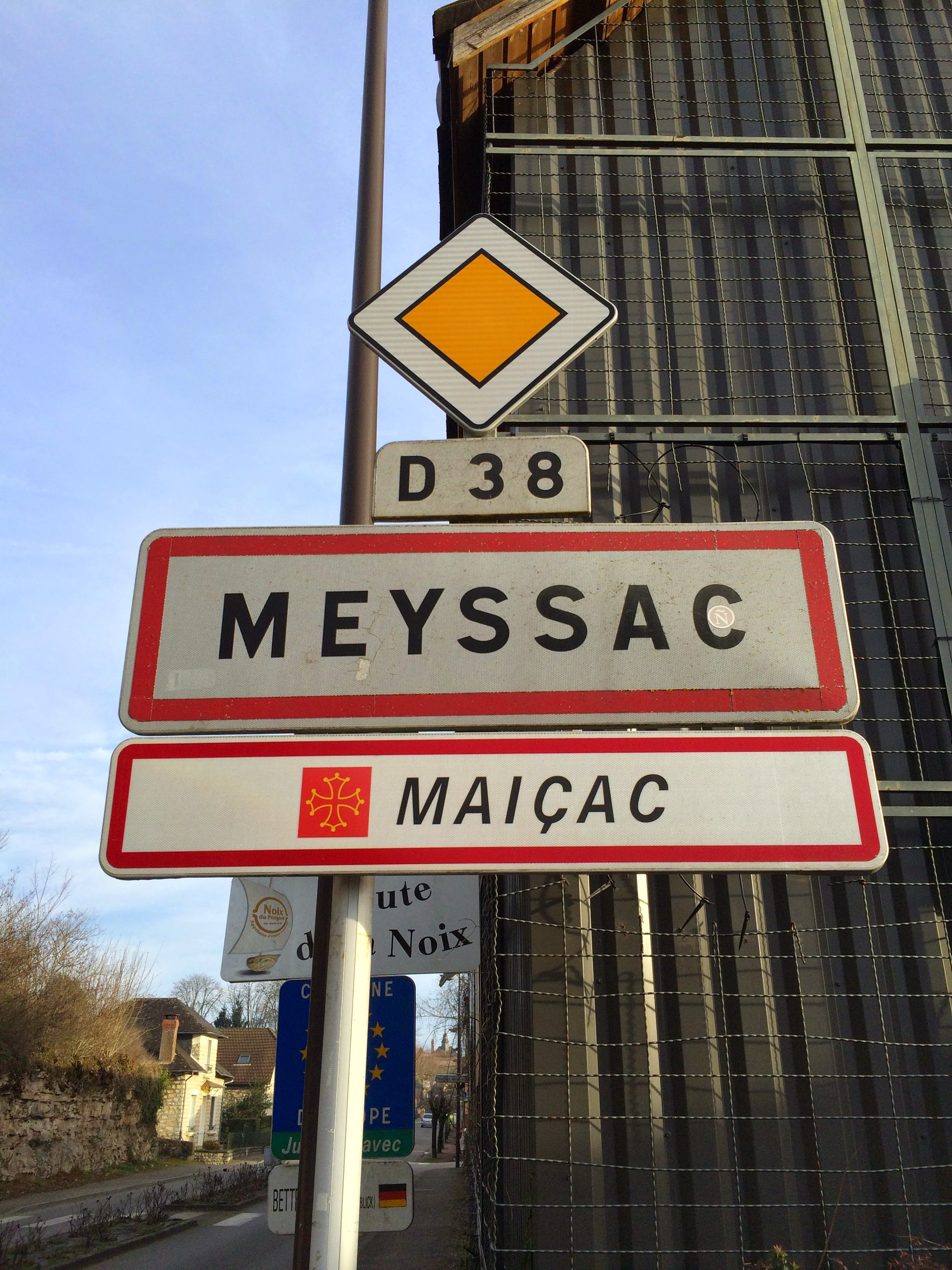
Panneau d'entrée français-occitan de la ville de Meyssac.

Jusqu’en 1738, le castrum de Meyssac appartenait à la vicomté de Turenne. La famille de Touchebœuf en fut longtemps les seigneurs. Des fortifications ainsi qu’un fossé furent construits afin de protéger les habitants des pillards. Trois portes en permettaient l’accès : à l’est, la porte de Voussée (en direction de Beaulieu) ; au sud, la porte Grande (en direction de Martel) ; et enfin la porte de l’Auvitrie, située au nord (en direction de Tulle). 
Au XVIIIe siècle, les ruines de ces murailles, devenues inutiles et gênantes, furent détruites. Comme dans beaucoup de villes françaises, elles furent remplacées par un large boulevard, une sorte de « périphérique ». Une fois franchie cette frontière entre le centre ancien et les « barris » (faubourgs) plus récents, on découvre de belles maisons entourant une église dont le clocher-porche roman ouvre sur un intérieur gothique.

## Héraldique
| Blason de Meyssac | Blason  | D'or à trois fasces ondées de gueules, au chef d'azur à trois étoiles d'or. |
| Blason de Meyssac | Détails | Le statut officiel du blason reste à déterminer.                            |

## Politique et administration

### Liste des maires
| Période                                  | Période    | Identité                    | Étiquette                  | Qualité                                                |
| ---------------------------------------- | ---------- | --------------------------- | -------------------------- | ------------------------------------------------------ |
| avant 1856                               | ?          | Jean Denis Argueyrolles     |                            | Propriétaire                                           |
| Avant 1891                               | Après 1891 | Henri Condamine             |                            |                                                        |
| 1895                                     | 1896       | Michel Mielvacque de Lacour | Républicains progressistes | Conseiller général Député de la Corrèze de 1893 à 1898 |
| Les données manquantes sont à compléter. |            |                             |                            |                                                        |
| 1902                                     | 1905       | Jean Sireyjol               |                            |                                                        |
| 1905                                     | 1908       | Ludovic Astruit             |                            |                                                        |
| 1908                                     | 1919       | Jean Pauty                  |                            |                                                        |
| 1919                                     | 1929       | Paul Ceyrac                 | Conservateur               | Notaire, conseiller général (1910-1928)                |
| 1929                                     | 1954       | Maurice Faige               | Radical                    | Conseiller général (1928-1940)                         |
| 1954                                     | 1971       | Louis Salvat                |                            |                                                        |
| 1971                                     | 1979       | Maurice Pauty               |                            |                                                        |
| 1979                                     | 1995       | René Puyjalon               |                            |                                                        |
| 1995                                     | 2001       | Bernard Blavignac           |                            |                                                        |
| 2001                                     | 2014       | Jacques Masson              |                            |                                                        |
| 2014                                     | En cours   | Christophe Caron            | DVG                        |                                                        |

### Jumelages
Meyssac est jumelée depuis 1995 avec la commune rurale allemande de Bettenhausen (Rhönblick), en Thuringe (750 habitants).

### Établissements scolaires
Meyssac compte une école maternelle, une école primaire et un collège (collège Léon-Dautrement) qui contient 8 classes.

## Démographie
L'évolution du nombre d'habitants est connue à travers les recensements de la population effectués dans la commune depuis 1793. Pour les communes de moins de 10 000 habitants, une enquête de recensement portant sur toute la population est réalisée tous les cinq ans, les populations de référence des années intermédiaires étant quant à elles estimées par interpolation ou extrapolation. Pour la commune, le premier recensement exhaustif entrant dans le cadre du nouveau dispositif a été réalisé en 2008.

En 2022, la commune comptait 1 290 habitants, en évolution de +0,55 % par rapport à 2016 (Corrèze : −0,59 %, France hors Mayotte : +2,11 %).
| 1793  | 1800  | 1806  | 1821  | 1831  | 1836  | 1841  | 1846  | 1851  |
| ----- | ----- | ----- | ----- | ----- | ----- | ----- | ----- | ----- |
| 1 881 | 2 072 | 2 175 | 2 218 | 2 447 | 2 540 | 2 561 | 2 655 | 2 846 |

| 1856  | 1861  | 1866  | 1872  | 1876  | 1881  | 1886  | 1891  | 1896  |
| ----- | ----- | ----- | ----- | ----- | ----- | ----- | ----- | ----- |
| 2 639 | 2 593 | 2 590 | 1 989 | 2 033 | 1 947 | 1 949 | 1 839 | 1 645 |

| 1901  | 1906  | 1911  | 1921  | 1926  | 1931  | 1936  | 1946  | 1954 |
| ----- | ----- | ----- | ----- | ----- | ----- | ----- | ----- | ---- |
| 1 597 | 1 548 | 1 524 | 1 252 | 1 205 | 1 141 | 1 049 | 1 030 | 983  |

| 1962  | 1968  | 1975  | 1982  | 1990  | 1999  | 2006  | 2008  | 2013  |
| ----- | ----- | ----- | ----- | ----- | ----- | ----- | ----- | ----- |
| 1 027 | 1 046 | 1 073 | 1 103 | 1 124 | 1 100 | 1 208 | 1 236 | 1 280 |

| 2018  | 2022  | - | - | - | - | - | - | - |
| ----- | ----- | - | - | - | - | - | - | - |
| 1 267 | 1 290 | - | - | - | - | - | - | - |

## Économie
Le canton conserve sa vocation agricole. La plupart des exploitations sont de taille moyenne (entre 10 et 35 ha). La production principale est la viande bovine limousine, et particulièrement le veau sous la mère - label développé dans tout le bassin de Brive. On produit également sur le territoire le vin « Mille et Une Pierres » de Branceilles, la noix Marbot de Saillac, les foie gras et confits, un peu de châtaignes, du fromage de chèvre, etc.
Autre activité économique, les touristes viennent mettre leurs pas dans ceux des pèlerins qui, dès le Xe siècle, se rendaient à Saint-Jacques-de-Compostelle et à Rocamadour. La riche et puissante vicomté de Turenne a fait fleurir manoirs, châteaux et autres maisons nobles.

## Lieux et monuments
- Le château de Marsac  - Gite d'Hôtes 5 Épis

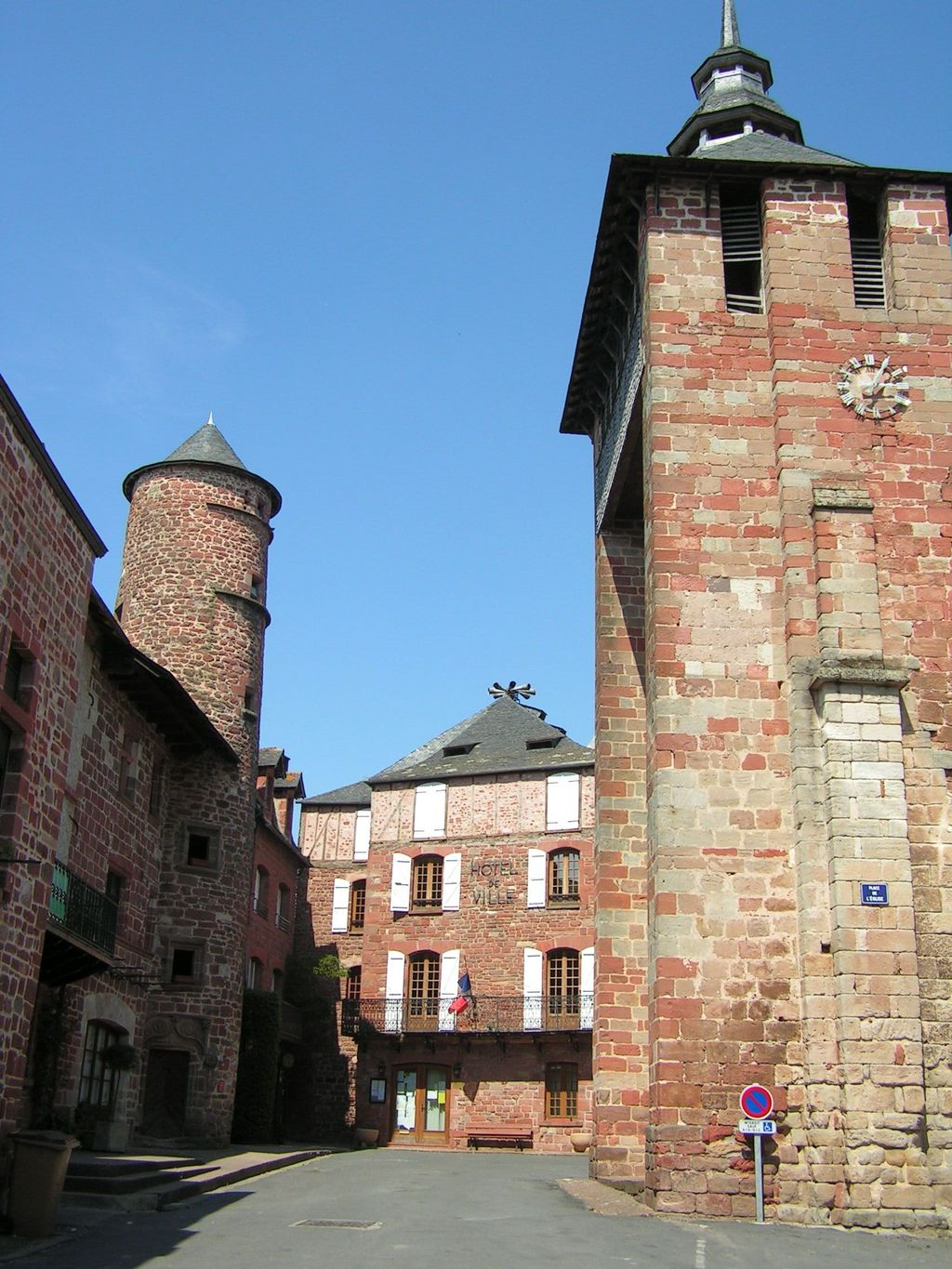
Mairie au fond, maison Verdès à gauche avec sa tour et clocher de l’église à droite.

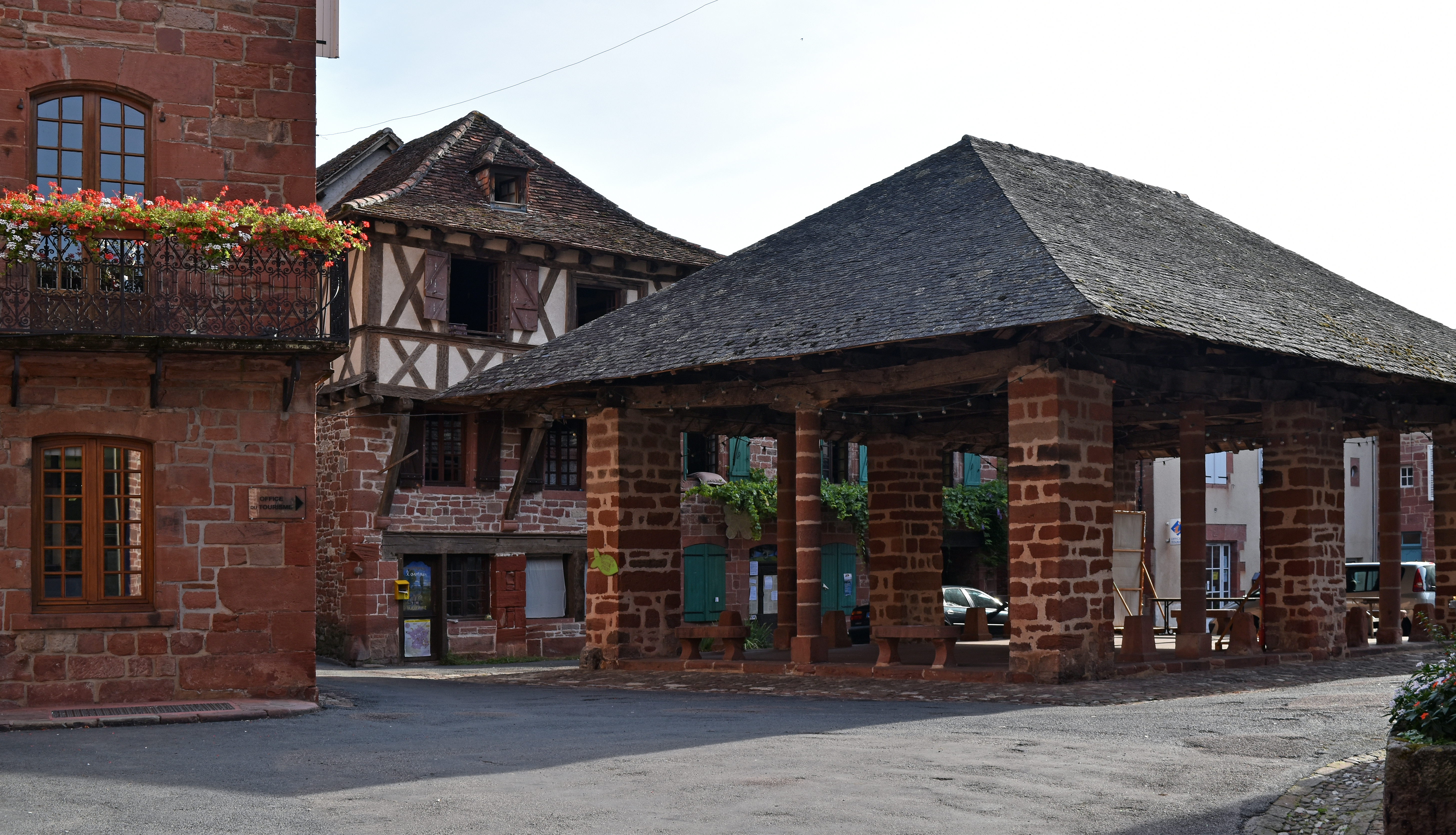
Halle en grès rouge.

- Les foires de Meyssac, une tradition millénaire :

L’origine de ces foires remonte au Moyen Âge. À l’époque, elles constituaient la richesse économique de la ville. On y trouvait vin de pays, chanvre, lin, céréales et huile de noix. Longtemps, les collines environnantes furent couvertes de vignobles. Touchés par le phylloxera entre 1880 et 1883, ils disparurent presque complètement et laissèrent place à des truffières, très prospères dans les années 1920. La manne s’étant peu à peu tarie, on se tourna vers l’élevage.
De nos jours, les foires de Meyssac sont spécialisées dans la vente de veau élevés sous la mère. L’appellation "veau de Meyssac" leur a été délivrée. Trois foires annuelles primées leur sont consacrées. Les marchés se tiennent chaque mardi et vendredi matin.
- L’église Saint-Vincent-et-Saint-Roch :

L'église Saint-Vincent : datant du XIIe, XVe et XVIe siècles a été inscrit aux monuments historiques en 1942. Construite sur un plan à nef unique, l’église est placée sous le vocable de saint Roch et saint Vincent, ce dernier, patron des vignerons, en raison du vignoble alentour, disparu à la fin du XIXe siècle. Avec ses voussures légèrement brisées, le portail ouest est un très bon modèle de portail roman limousin. À la fin du Moyen Âge, d’importants travaux modifièrent le bâtiment. Les attaques successives de la ville pendant la guerre de Cent Ans incitèrent les habitants à le fortifier en le dotant de hourds de bois à la manière d’un château fort. Les parties hautes furent remplacées par des voûtes en ogives. Les guerres de religion eurent pour conséquence le renforcement des défenses existantes, comme l’indiquent les meurtrières-canonnières situées à l’ouest ou la bretèche sur le mur sud. À l’intérieur, deux statues – une pietà et une Vierge à l’Enfant – rappellent l’importance du culte marial en Corrèze.
- La vieille halle[29] :

Située derrière l’église se trouve la halle aux grains du XVIIIe siècle, témoin de l’activité commerçante de Meyssac. Son imposante toiture d’ardoise coiffe une charpente en châtaignier que supportent des piliers et des colonnes de grès rouge. Aujourd’hui, elle abrite diverses manifestations, et les jeux des enfants du quartier.
- La maison Verdès[30] à côté de l'église.

## Vie locale active
Meyssac compte nombre de commerces et de services, d’artisans, de structures publiques (écoles maternelle et élémentaire, collège, crèche et centre de loisirs, institut médico-éducatif, maison de retraite, soins à la personne, maison du département, marchés, etc.) ainsi que quelques entreprises plus importantes (unité de production Simah (produits de beauté) du Groupe Sothys, par exemple).
La commune propose également un point multimédia gratuit et dispose d’une médiathèque. Le 26 août 2023, la première Rencontre Littéraire de Meyssac est organisée, par Radio Vicomté.
Enfin, la ville de Meyssac est animée par plus d’une trentaine d’associations, actives dans tous les domaines.

## Personnalités liées à la commune
- Jean-Louis Rivière, homme politique né le 16 juillet 1766 à Meyssac (Corrèze) et mort le 28 avril 1848 à Agen (Lot-et-Garonne).
- François Ceyrac, président du CNPF de 1972 à 1981, né le 12 septembre 1912 et mort le 17 mai 2010.
- Pierre Ceyrac, missionnaire jésuite, né le 4 février 1914 et mort le 30 mai 2012, frère du précédent.
- Charles Ceyrac, né le 5 août 1919 à Meyssac et mort le 1er mars 1998 à Paris, agriculteur et homme politique, frère cadet des précédents, et oncle de Pierre Ceyrac, homme politique.
- Georges Duveau, historien et sociologue, né le 9 janvier 1903 à Meyssac et décédé le 19 juin 1958 à Paris.
- Michel Mielvacque de Lacour, homme politique, né le 29 mai 1854 à Meyssac et décédé le 24 juillet 1912 à Enghien-les-Bains.
- Cédric Heymans (1978-), rugbyman, né à Brive-la-Gaillarde.
- Thomas Hollande, fils de l'ancien président François Hollande, s'est marié à Meyssac avec Émilie Broussouloux, le 8 septembre 2018.
- Ivan Ricordel, pharmaco-toxicologue, expert judiciaire dans l'affaire du Mediator, né en octobre 1943, y est conseiller municipal.

## Sources

### Cartes
1. ↑  IGN, « Évolution comparée de l'occupation des sols de la commune sur cartes anciennes », sur remonterletemps.ign.fr (consulté le 2 juillet 2022).
2. ↑  « Cartographie interactive de l'exposition des sols au retrait-gonflement des argiles », sur infoterre.brgm.fr (consulté le 29 septembre 2024)